# Hemibagrus punctatus
Hemibagrus punctatus är en fiskart som först beskrevs av Jerdon, 1849.  Hemibagrus punctatus ingår i släktet Hemibagrus och familjen Bagridae. IUCN kategoriserar arten globalt som akut hotad. Inga underarter finns listade i Catalogue of Life.